# Кобра (Эстония)
Ко́бра (эст. Kobra) — деревня в волости Пыхья-Пярнумаа уезда Пярнумаа, Эстония. До административной реформы местных самоуправлений Эстонии 2017 года входила в состав волости Вяндра.

## География и описание
Расположена в 41 километре к северо-востоку от уездного центра — города Пярну. Высота над уровнем моря — 50 метров.
Климат умеренный. Официальный язык — эстонский. Почтовый индекс — 65215.

## Население
По данным переписи населения 2021 года, в Кобра насчитывалось 39 жителей, из них 38 (97,4 %) — эстонцы.
По данным переписи населения 2011 года, в деревне проживали 45 человек, все — эстонцы.
Численность населения деревни Кобра:
| Год  | 2011 | 2017 | 2018 | 2019 | 2020 | 2021 |
| ---- | ---- | ---- | ---- | ---- | ---- | ---- |
| Чел. | 45   | ↗ 52 | ↘ 48 | ↘ 45 | ↘ 42 | ↘ 39 |

## История
В письменных источниках упоминаются: в 1500 году — маленькая мыза Коббер (Kobber), в 1624 году — хутор Коббер, принадлежащий мызе Вяндра, в 1638 году — разрозненный хутор Кобрасс (Kobrass), в 1839 году — хутора́ Коббра (Kobbra), в 1900 году — деревня Кобра.
В 1977 году, в период кампании по укрупнению деревень, с деревней Кобра объединили деревни Ярваку и Пулга.

## Происхождение топонима
Топоним можно сравнить со словами кобр~кобра~кобру (эст. kobr~kobra~kobru) — «репейник», кобрас (эст. kobras) — «бобёр».

## Комментарии
1. ↑  Эстонские топонимы, оканчивающиеся на -а, не склоняются и не имеют женского рода (исключение — Нарва)[5].